# 土曜ワイドスペシャル
『土曜ワイドスペシャル』（どようワイドスペシャル）は、
- NETテレビ（現：テレビ朝日）で放送されていた単発特別番組枠の名称。
- 青森テレビで放送されていた単発特別番組枠の名称。
- 日本海テレビで放送されていた特別番組枠の名称。
- 三重テレビの土曜日の中央競馬中継番組の名称。

## NETテレビの『土曜ワイドスペシャル』
NETテレビ（関東ローカル）で1973年10月6日から1975年3月29日まで放送されていた単発特別番組枠の名称。毎週土曜日14:00から15:25にかけて放送。それまで放送された単発スポーツ番組枠『土曜ワイドスポーツ』のリニューアルで、『土曜ワイドスポーツ』に引き続きスポーツ中継（主にプロ野球中継）を放送、また映画や歌謡ショーなども放送した。
| NETテレビ 土曜14:00 - 15:25枠 | NETテレビ 土曜14:00 - 15:25枠        | NETテレビ 土曜14:00 - 15:25枠                                                                                           |
| 前番組                        | 番組名                               | 次番組 |
| ----------------------------- | ------------------------------------ | --- |
| 土曜ワイドスポーツ            | 土曜ワイドスペシャル （NETテレビ版） | 必殺仕掛人（再） ※14:00 - 14:55みんなでみましょう ※14:55 - 15:00仁鶴・きよしのただいま恋愛中 ※15:00 - 15:55 【ABC制作】 |

## 青森テレビの『土曜ワイドスペシャル』
青森テレビ（TBS系列）で放送されていた単発特別番組枠の名称。毎週土曜日12:30から13:54にかけて放送。放送内容は他系列であるフジテレビ系列の『火曜ワイドスペシャル』。現在の同枠は12時台が『出川哲朗の充電させてもらえませんか?』（テレビ東京）、13時台以降は主にフジテレビの特番がそれぞれ遅れネットで放送されている。

## 日本海テレビの『NKT土曜ワイドスペシャル』
日本海テレビジョン放送（日本テレビ系列）で放送されていた特別番組枠の名称。毎週土曜日12:00から14:00にかけて放送。放送内容は『火曜サスペンス劇場』の再放送が中心だが、映画やドキュメンタリー番組が放送されることもあった。

## 三重テレビの『土曜ワイドスペシャル・競馬中継』
1980年10月から、毎週土曜日13:00（のち12:45） - 16:30の枠での中央競馬中継を放送。原則として近畿放送→KBS京都製作の阪神競馬場・京都競馬場・および夏季ローカルシリーズ期間の中京競馬場・小倉競馬場のレースの実況中継（後年の『KEIBAワンダーランド』）をネット受けしていた。『KEIBAワンダーランド』に改題する前のクレジットの正式タイトルは『土曜ワイドスペシャル・第〇〇回△△競馬〷日目』だった。
中京が第3場（いわゆる裏開催）で競馬競走が開催される日（平年3月と12月）は、テレビ愛知開局直後の1984年2月の開催までは、三重テレビ制作の中継を行っていたが、テレビ愛知開局翌年12月からの開催以後は、テレビ愛知製作の裏送り放送による中継に変更。自主制作はその後日曜日の『日曜競馬リレー中継』へ移行した。また土曜日は2005年12月までは14:25-15:55までテレビ愛知・三重テレビの並列放送だったが、2006年1月の開催以後は土曜日も三重テレビ・テレビ愛知のリレー放送の体裁をとり、三重テレビでの放送は12:45-15:00までと、16:00-16:30（薄暮開催期間中は17:00）までとなり、15:00-16:00はテレビ愛知で放送された。このため、テレビ愛知の視聴が困難な三重県伊賀・紀州地方と岐阜県の一部ではメインレースの実況が視聴できない地域も存在した
なお、同時期（テレビ愛知開局前）には中京テレビにて競馬中継（『CTV中央競馬実況中継』）が行われていたが、中京テレビが裏開催時に制作を担当したのか、放送の形態（同時放送かリレー放送か）などの詳細は不明。このころの主題歌は、行進曲「ワシントン・ポスト」（ジョン・フィリップ・スーザ作曲）。
2010年1月から土曜・日曜ともに『KEIBAワンダーランド』として放送していたが、2011年の地上デジタル統合・一本化を念頭にして三重テレビでの自社製作、ならびにテレビ愛知製作の放送は実質2010年3月の中京開催をもって終了。KBSからのネット受けも2010年12月の阪神での開催を最後に終わりとなり、2011年1月からは『BSイレブン競馬中継』（日本BS放送）のネット受け番組『JRA中央競馬中継』のみ放送されてきたが、テレビ愛知での競馬放送終了に伴い2012年4月より、1年3か月ぶりにKBSからの『うまDOKI』のネット受けを再開した（『BSイレブン-（JRA中央競馬中継）』は2012年9月でネット受けを終了している）。